# Frédéric Mendy (calciatore 1988)
Frédéric Mendy (Parigi, 18 settembre 1988) è un calciatore francese naturalizzato guineense, attaccante svincolato.

## Carriera

### Nazionale
Ha partecipato alla Coppa d'Africa nel 2017, nel 2019 e nel 2021.

## Palmarès

### Club

#### Competizioni nazionali
- S.League: 1

Étoile: 2010
- Coppa di Lega di Singapore: 1

Home United: 2011

### Individuali
- Capocannoniere della S.League: 2

2010 (21 gol), 2012 (20 gol)